# Ratekau
Ratekau település Németországban, Schleswig-Holstein tartományban. Lakosainak száma 15 353 fő (2023. december 31.). Ratekau Timmendorfer Strand és Scharbeutz községekkel határos.

## Népesség
A település népességének változása:
| Lakosok száma | 12 188 | 15 285 | 15 231 | 15 166 | 15 330 | 15 353 |
|               | 1975   | 2017   | 2019   | 2021   | 2022   | 2023   |